# Coarnele Caprei (gmina)
Coarnele Caprei – gmina w Rumunii, w okręgu Jassy. Obejmuje miejscowości Arama, Coarnele Caprei i Petroșica. W 2011 roku liczyła 3091 mieszkańców.